# Драги Михайловски
Драги Михайловски (на македонска литературна норма: Драги Михајловски) е писател, есеист, критик и преводач от Северна Македония.

## Биография
Роден е на 16 октомври 1951 година в Битоля, тогава в Югославия. Завършва Филологическия факултет на Скопския университет. Защитава докторат по английска филология и превод. Доцент е във Филологическия факултет в Скопие, в Катедрата за английски език и книжовност, преподавател по теория и практика на превода.
Член е на Дружеството на писателите на Македония от 1992 година и на Македонския ПЕН център.

## Творчество
Сред преводите му има 11 драми на Шекспир, „Изгубеният рай“ на Милтън, поезия на Пърси Шели, Джон Кийтс, Уилям Блейк, Джон Дън, Уилям Уудсуърт, Т.С. Елиът.
- Речно улиште (разкази, 1981),
- Ѓон (разкази, 1990),
- Нераспнати богови (есета, 1991),
- Скок со стап (радкази, 1994),
- Триполската капија (разкази, 1999),
- Под Вавилон – задачата на преведувачот (докторат, 2000).
- Пророкот од Дискантрија (роман, 2001),
- Смртта на Дијакот (роман, 2002),
- Раскази од шести кат (разкази, 2003).
- Мојот Скендербеј (роман, 2006).
- Бдеењето на Одисеј, роман, 2018, Просветно дело – Скопје, ISBN 978-608-228-331-9, COBISS.MK-ID 104608010

Носител е на наградите „Рациново признание“, „Григор Пърличев“, „Стале Попов“ и „11 октомври“ за 2018 година.